# 出生力
出生力（しゅっしょうりょく、英:Fertility） は、人口において子孫が生み出される頻度や傾向を数量的に水準として表したもの。以前は「出産力」とも言われていたが、これに死産を含めない「出生力」という語が現在は定着している。
出生力を測る尺度や指標のうち、通常1年間における出生の頻度を率として示したものを出生率という。合計特殊出生率は一人の女性が生涯のうちに出産する子供の平均数であり、人口統計学的に定量化されている。出生力は、少産ないし多産の解消が課題となる場合に国家レベルでの対応策が採られる場合もある。子供を授かるのが困難な夫婦を支援する不妊治療の専門家は世界中に見られる。
出生力は、性行動のほかにも栄養、文化、経済力、ライフスタイルなど 様々な要因に左右される。
出生力は、人間が最大限何人の子供を産めるかを意味する妊孕力 (fecundity)  とは異なる概念で、ある時点において女性が実際に子孫を産んでいる状態ないし構造を示す用語である。

## 人口統計学
人口統計学の文脈における出生力とは、子供を身ごもって出産する身体的能力（妊孕力）ではなく、実際に子孫を産んでいる事を指す。妊孕力は測定できるものの、出生力については人口統計上これを直接知ることはできない。人口統計学者は様々な方法で出生率を測定しており、大きく「期間」測定と「コーホート」測定に分けられる。「期間」測定は1年で人口を輪切りにしたものを指す。片や「コーホート」のデータは、数十年にわたって同じ人達を追うものである。期間とコーホートどちらの測定法も広く使われている。

### 期間測定
- 普通出生率(CBR) - ある年の半ばに生きている1000人あたりの出生数。この指標の欠点の1つは、人口の年齢構造による影響を受ける点である。
- 総出生率(GFR) - 1年間の出生数を、15-44歳の女性人数で割って1000倍した値。母親たりうる（子を生む可能性のある）者だけに絞って、その年齢分布を考慮に入れたもの。
- 子供-婦人の比率(CWR) - 5歳未満の子供人数と15-49歳の女性人数との比率を1000倍した値。これは出生数を数える必要がないため、履歴データで特に有用である。この尺度は実際のところ、死亡と出生が混在した値である（つまり、乳児死亡率のため出生の一部は含まれず、成人死亡率のため出産した女性の一部も数えられない）。
- コールの出生力指標(Coale's Index of Fertility)- 歴史的研究で使用される、特別に考案された指標

### コーホート測定

国別の合計特殊出生率（2020年）

- 合計特殊出生率(TFR) - 女性が一般的な年齢別出生率を経験する場合に、女性が生涯に産むであろう子供の総数。年齢（または年齢5歳階級）別の女性人口で、その年齢（または年齢5歳階級）の女性による出生数を割った値(ASFR:age specific fertility rate)を、全年齢について合計したもの（年齢5歳階級の場合は合計して5倍したもの）[8][9]。
- 総再生産率(GRR) - 女児に限定した合計特殊出生率[10]。これは全ての女児が成長して少なくとも50歳まで生きることを前提としている。
- 純再生産率(NRR) - GRRに基づき、一部の女性が49歳以前に死亡するという現実的な減少を考慮した指標[10]。というのも、GRRで数えられた潜在的な女児の一部は（病気や災害等の理由で）生き延びられないためである。NRRは常にGRRより低く、死亡率の高い国ではNRRがGRRの70%程度に下がる可能性もある。NRR = 1.0の場合、各世代1000人の女児が成長して、ちょうど1000人の女児を出産する。NRRが1未満の場合、各世代の女児は前世代よりも少なくなる。NRR が1より大きい場合、各世代の女児は前世代より多くなる。NRRは長期的な将来の成長可能性の尺度であるが、一般的に現時点の人口増加率とは値が異なる。

### 社会的・経済的な決定要因
親の作った子供の数は、次世代の人達が最終的にもうける子供の数と強い相関関係がある。出生力の増加に関連する一般的要因としては、宗教性、子供をもうけたいとの意向、産前産後のサポートなどがある。出生力の減少に関連する一般的要因としては、富（収入）、教育、
女性の職場進出、都市部の居住、住宅費、知能、男女の長寿化などがある。
出生力プロセスの「三段階分析」は1956年にキングスレー・デイビスとジュディス・ブレイクによって導入され、3つの近接要因を活用したものである。出生力の経済分析は家庭経済学の一部である。ベッカー(1960)、ミンサー(1963)、イースターリン(1969)などの経済分析が影響力を持っており、最後のものはベビーブームを説明するイースターリン仮説 (Easterlin hypothesis) を生み出した。

### ボンガーツによる構成モデル
ボンガーツは、4つの近接要因と総妊孕力(TF)から人口の合計特殊出生率(TFR)を算出しうる次のモデルを提唱した。
TFR = TF × Cm × Ci × Ca × Cc
近接要因4つは、結婚(Cm)、産後の不妊(Ci)、人工妊娠中絶(Ca)、避妊(Cc)であり、これらの指数は0から1までの数値範囲をとる。指数が高いほどTFRも高くなる。例えば、人工妊娠中絶をしない地域ではCa=1、誰もが完璧な避妊を実行するならCc=0となる。
この4指標は、合計婚姻出生力(TMFR)や合計自然出生力(TN)を算出する際にも使われる。
TFR = TMFR × Cm
TMFR = TN × Cc × Ca
TN = TF ×Ci
交渉
第一段階は性交渉、そして最初の交渉における平均年齢、婚外の平均頻度、婚内の平均頻度の調査である。
受胎
特定の身体状態が女性を妊娠不能にしてしまう場合がある。これは「意にそぐわない不妊」と呼ばれる。女性は妊娠可能な状態にあるものの、生理的な妊娠能力が正常範囲よりもかなり低い状態は「低妊孕力」と呼ばれる。性病（特に淋病、梅毒、クラミジア）が普遍的な原因である。栄養もまた要因である。人口統計学者のルース・フリシュは「赤ん坊を作るには5万カロリーかかる」と主張している。体脂肪20%未満の女性は低妊孕力になる場合があり、運動選手や拒食症の影響を受けやすい人々にとって懸念要因である。出産後の数週間もまた低妊孕力となり、これは授乳を通して1年以上長引くことがある。男女の生殖補助医療を手掛ける大型産業が発達すると同時に、受胎を防ぐことを意図した避妊具も大型産業化した。その使用における有効性は様々である。平均して、避妊をしていない夫婦の85%は1年で妊娠する。膣外射精、ゴム状避妊具、殺精子剤を使用すると、その割合が20%程度に下がる（これはパートナーが避妊を絶対忘れないとの前提で）。ピルまたはIUDを使用するとその割合は2-3%に低下し、インプラントでは0%近く、女性の卵管結紮術や男性の精管結紮術では0%になる。
妊娠
身ごもった後、胎児は出生する場合もそうでない場合もある。「不慮の胎児死亡率(Involuntary fetal mortality)」には、自然流産と死産が含まれる。胎児の流産を意図的に引き起こす人間の介入は「人工妊娠中絶（堕胎）」と呼ばれる。

## 出生力の生物学
女性には妊娠可能な時期を決めるホルモン周期がある。この周期は約28日間で、周期ごとに妊娠に適した期間が5日間あるが、この規範から大きく逸脱することもありうる。男性は継続的に子作りが可能だが、精子の質は健康、射精の頻度、環境要因の影響を受ける。
男女共に、出生力は年齢と共に減っていく。女性では32歳頃に低下が始まり、37歳で急激になる。男性の場合、精子の能力や質は40歳頃に衰え始める。年配の夫婦がようやく子供を宿したとしても、その妊娠は母親にとって大変なことが多くなり、子供にとっては先天性欠損症や遺伝性疾患のリスクが高くなる。
性交渉による妊娠確率は、1,2日おき又は2,3日おきにする場合が最も高い。膣内射精に至るのであれば性交体位と妊娠率の間に有意な差が存在しないことが研究で示されている。

### 月経周期

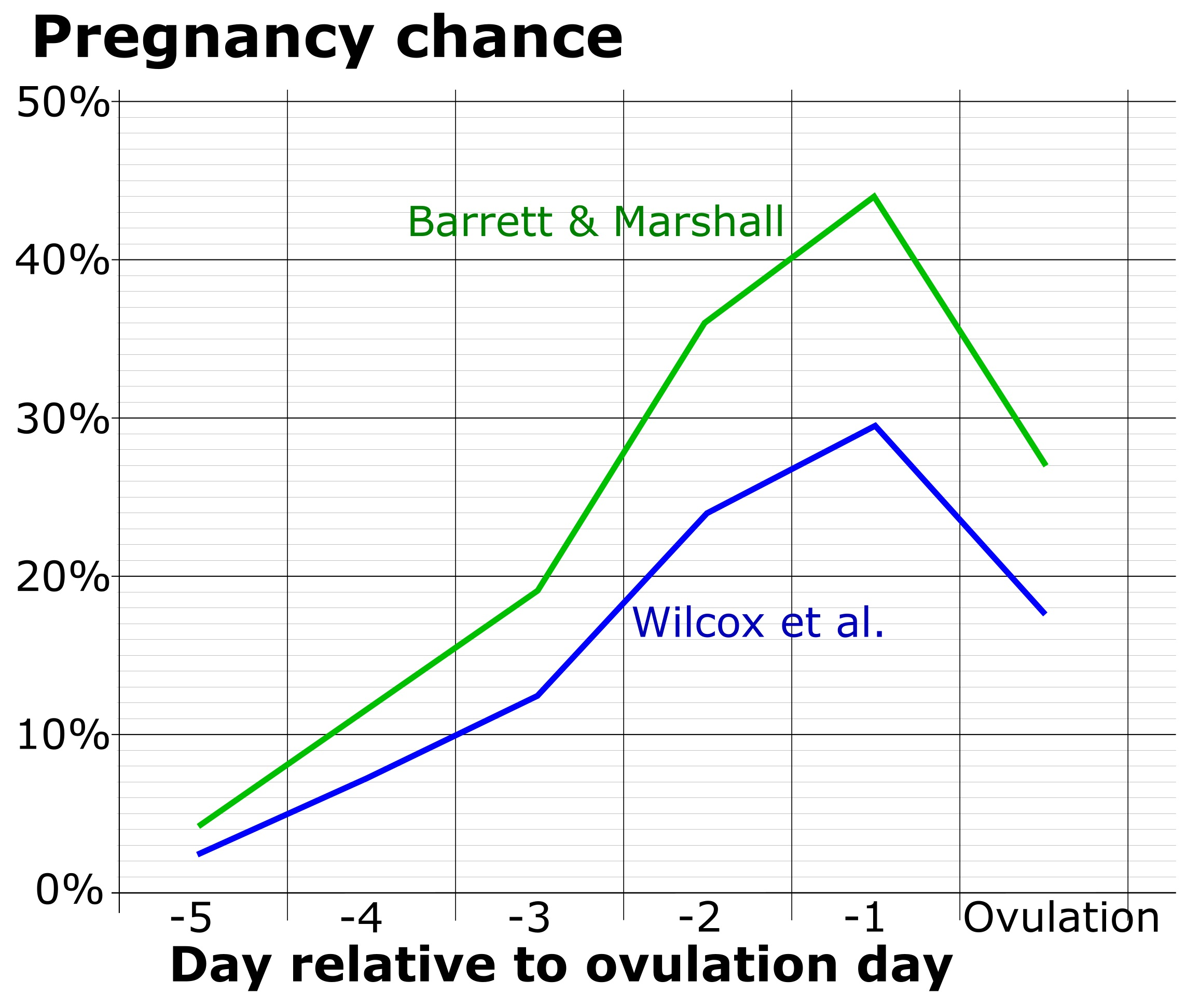
排卵に関連した月経周期による受精の可能性

女性の月経周期は月経を起点とする。次は、卵巣内で卵子が成熟するにつれて（卵胞刺激ホルモンFSHにより）エストロゲン濃度が上昇する卵胞期である。エストロゲン濃度が頂点に達すると、それが卵子の成熟を完了させて卵巣壁を突破できるようにする黄体形成ホルモン(LH)の急増に拍車をかける、これが排卵期である。排卵後の黄体期では、LHおよびFSHが排卵後の卵巣を黄体に発達させてこれがプロゲステロンを産生する。プロゲステロンの産生はLHおよびFSHホルモンを阻害して、(非妊娠周期だと)黄体の退行を引き起こし、再び月経周期が始まる。
出生力のピークは同周期の数日間だけに起こり、通常は排卵日前後の各2日間である。この妊娠可能期間は女性一人一人に個人差があり、同一の女性でも月経周期ごとに排卵日は変動する。卵母細胞は通常、卵巣から放出されてから最大48時間受精可能である。精子は平均48時間から72時間まで子宮内で生存可能であり、最大は120時間(5日)である。
これらの期間および間隔は、オギノ式などを活用する夫婦にとって重要な要因である。

### 女性の出生力
米国では初潮の平均年齢が約12.5歳である。月経後の少女でも、初潮後の最初の年は周期の約 80%が無排卵性月経（実際には排卵が起こらない）で、これは3年目に50%、6年目には10%となる。
閉経は、女性の中年期（48歳から55歳）に起こる。閉経期に、卵巣によるホルモン産生が減少し、最終的に卵巣の主要機能、特に子宮内膜形成（期間）が二度と起こらなくなる。これは女性の人生における妊娠可能段階の終わりと見なされている。
不妊治療薬や体外受精を使わずに妊娠を試みる女性には、次のような年齢と女性の出生力との影響が見られる。
- 30歳で
  - 75%は、1年以内に子供を産むのは終わりだと想像する。
  - 91%は、4年以内に子供を産むのは終わりだと想像する。
- 35歳で
  - 66%は、1年以内に子供を産むのは終わりだと想像する。
  - 84%は、4年以内に子供を産むのは終わりだと想像する。
- 40歳で
  - 44%は、1年以内に子供を産むのは終わりだと想像する。
  - 64%は、4年以内に子供を産むのは終わりだと想像する[42]。

妊娠を試みる夫婦の研究では良好な結果が出ている。ヨーロッパ人女性770人を対象とした2004年の研究では、35-39歳の女性の82%が1年以内に妊娠し、デンマーク人女性2820人を対象とした2013年の研究では、35-40歳の78%が1年以内に妊娠に至ったことが確認された。
米国生殖医学会に承認された報告書によると、特定の性交時期や体位および性交後の休息姿勢は出生力に大した影響を及ぼさない。性交体位に関係なく、精子は射精の数秒後に子宮頸管で見つけることができる。
排卵誘発剤や体外受精の使用は、高齢妊娠の機会を高めることができる。不妊治療による妊娠成功の記録は67歳の女性と記されている。2004年以降の研究で、哺乳類は従来考えられていたような有限数で生まれるのではなく、生涯を通じて新しい卵子を生産し続ける場合があることが示された。米国マサチューセッツ総合病院の研究者は、仮に人間でも卵子が毎月新たに作られるのなら女性生殖器の老化に関する現在のあらゆる学説を見直さなければならないと述べているが、2010年時点でこれは憶測である。
NPO団体マーチ・オブ・ダイムス (March of Dimes) によると「20-24歳女性の認識された妊娠の約9%が流産に終わった。同リスクは35-39歳で約20%、42歳までに50%以上に上がる」という。先天異常（特に染色体の数および配置を伴うもの）もまた母親年齢と共に増加する。先のNPOによると「ダウン症の赤ちゃんを身ごもるリスクは25歳で1340人に1人。30歳の場合は940人に1人。35歳だと353人に1人。40歳では85人に1人。45歳になるとリスクは35人に1人になる」という。

### 男性の出生力
一部の研究は、高齢男性ほど精液の量・運動量・形態が減少することを示唆している。女性年齢を統制した研究で、30歳未満の男性と50歳以上の男性の比較では妊娠率が23%-38%の間で相対的に減少することが判明した。精子の数は年齢とともに減少し、50-80歳の男性は20-50歳の男性と比較して精子の産生ペースは平均75%で、精巣の精細管に含まれている成熟した精子の量に大きな差がある。
- 20-39歳男性では、精細管の90%に成熟した精子が含まれる。
- 40-69歳男性では、精細管の50%に成熟した精子が含まれる。
- 80歳以上の男性では、精細管の10%に成熟した精子が含まれる[53]。

男性の出生率低下は、生活習慣・環境・心理的要因など様々な要因の影響を受ける。
一部の研究は、高齢な父親の子供ほど健康上の問題に関するリスクが増えることを示唆しているが、明確な関連は証明されていない。イスラエルの大規模な研究では、40歳以上男性の子供が自閉症スペクトラム障害を持つ可能性が30歳未満男性の時の5.75倍になることが示唆された（出生年や社会経済的地位や母親年齢は統制済み）。父親年齢の増加は統合失調症と直接相関することが示唆されているものの、証明されていない。
オーストラリアの研究者は、肥満が精子に微細な損傷を引き起こし、健康な妊娠を阻害する可能性を示唆する証拠を発見した。彼らは、父親が太りすぎの時に受精成功の可能性が40%低くなったと述べている。
アメリカ出生学会（現:アメリカ生殖医学会）は、精子提供者に年齢制限50歳以下を推奨しており、イギリスの不妊治療院の多くが40歳または45歳以上の男性からの寄付を受け付けないとしている。

## 国別の人口動向

### フランス
1919年から1945年にかけての出産奨励  (Pronatalist) 運動は、フランス人夫婦に自国の出生率増加につながる愛国的な義務があると説得できなかった。政府でさえこの運動の支持に消極的だった。フランス政府が直接的かつ恒久的に出産奨励の取り組みに関与したのは1938年から1939年にかけての事だった。出生率は1941年後半に急増し始めたが、その傾向は持続しなかった。1970年代に始まった再度の出生率低下が人口統計学者や政府関係者の間で大きな懸念となった。2018年半ばに、単身女性や女性同性愛の両人(lesbian couples)が不妊治療を受けられる法案が提出された。2020年初頭に、上院は160対116票でこの法案を承認した。性的嗜好や婚姻状況に関係なく、全女性を対象とした不妊治療の合法化に一歩近づいたことになる。まもなく、女性同性愛者や単身女性が家庭生活を始めるために他国へ向かう理由は無くなる筈である。

### アメリカ合衆国
1800年から1940年にかけて、米国では出生力が低下した。1900年代初頭には避妊薬の改善および性的関連情報へのアクセス増大に関連して、1920年代には「第1次」性の革命に関連して、出生率が著しく減少した。

米国の粗出生率(人口1000人あたりの出生数)グラフ。赤がベビーブーム時期

#### 第二次世界大戦後
1940年以降、出生力は突然再び上がり始め、1957年に新たなピークに達した。1960年以降、出生率は急速に低下し始めた。ベビーブーム時期(1946-1964)に、女性は早く結婚して早く赤ちゃんを身ごもったが、35歳以降の母親から生まれた子供の数は増えなかった。

#### 性の革命
1960年以降、新しい避妊方法が利用可能になり、理想的な家族の大きさが子供3人から2人に減少した。夫婦は結婚および初産を遅らせ、3人目と4人目の出産数を急激に減らした。

## 不妊
不妊は、主に妊娠に関与する人の生物学的な不備を指す。不妊はまた、全期間で妊娠に至ることのできない女性の状態を指す場合もある。不妊には、医療介入で治療可能なものも含めて、多くの生物学的原因が存在する。